# Thể dục dụng cụ tại Đại hội Thể thao Đông Nam Á 2005
Thể dục dụng cụ tại Đại hội Thể thao Đông Nam Á năm 2005 được tổ chức từ ngày 29 tháng 11 đến ngày 5 tháng 12 năm 2005 tại Nhà thi đấu Rizal Memorial Coliseum, Manila, Philippines. Chương trình thi đấu tại kì đại hội này được mở rộng với ba phân môn chính: thể dục nghệ thuật, thể dục nhịp điệu và thể dục aerobic.
Ở phân môn thể dục nghệ thuật, các nội dung quen thuộc dành cho nam gồm: toàn năng cá nhân, đồng đội, thể dục tự do, ngựa tay quay, vòng treo, nhảy chống, xà kép và xà đơn; còn ở nội dung nữ là toàn năng cá nhân, đồng đội, nhảy chống, xà lệch, cầu thăng bằng và thể dục tự do. 
Phân môn thể dục nhịp điệu diễn ra trong hai ngày, gồm các bài thi toàn năng cá nhân và các dụng cụ như bóng, dây, chùy và lụa. Phân môn thể dục aerobic  bao gồm các nội dung cá nhân nam, cá nhân nữ, đôi nam nữ và nhóm ba người 
Đoàn thể thao Malaysia tiếp tục thể hiện thế mạnh ở môn thể dục cụng cụ khi giành được 10 huy chương vàng, xếp nhất toàn đoàn.

## Bảng huy chương
| Hạng               | Đoàn               | Vàng | Bạc | Đồng | Tổng số |
| ------------------ | ------------------ | ---- | --- | ---- | ------- |
| 1                  | Malaysia (MAS)     | 10   | 8   | 4    | 22      |
| 2                  | Thái Lan (THA)     | 7    | 2   | 5    | 14      |
| 3                  | Việt Nam (VIE)     | 5    | 4   | 9    | 18      |
| 4                  | Indonesia (INA)    | 2    | 5   | 4    | 11      |
| 5                  | Singapore (SIN)    | 2    | 2   | 0    | 4       |
| 6                  | Philippines (PHI)  | 2    | 1   | 7    | 10      |
| Tổng số (6 đơn vị) | Tổng số (6 đơn vị) | 28   | 22  | 29   | 79      |

## Tóm tắt kết quả

### Thể dục nghệ thuật
Nam
| Nội dung           | Vàng                                                                                                | Bạc | Đồng |
| ------------------ | --------------------------------------------------------------------------------------------------- | --- | --- |
| Toàn năng đồng đội | Malaysia · Mohd Azzam Azmi · Yap Kiam Bun · Ng Shu Mun · Ng Shu Wai · Ooi Wei Siang · Wan Foong Lum | Thái Lan · Apichart Charoenrattanakul · Aekaraj Chankroong · Kittipong Yudee · Natthaphong Changphrak · Rartchawat Kaewpanya · Thitipong Sukdee | Philippines · Al Ramirez · Brydon Sy · Neil Faustino · Roel Ramirez · Ronnie Ramirez                              |
| Toàn năng đồng đội | Malaysia · Mohd Azzam Azmi · Yap Kiam Bun · Ng Shu Mun · Ng Shu Wai · Ooi Wei Siang · Wan Foong Lum | Thái Lan · Apichart Charoenrattanakul · Aekaraj Chankroong · Kittipong Yudee · Natthaphong Changphrak · Rartchawat Kaewpanya · Thitipong Sukdee | Việt Nam · Trương Minh Sang · Hầu Trung Linh · Hoàng Cường · Nguyễn Hà Thanh · Nguyễn Minh Tuấn · Phạm Phước Hưng |
| Toàn năng cá nhân  | Ng Shu Wai · Malaysia                                                                               | Ooi Wei Siang · Malaysia | Roel Ramirez · Philippines                                                                                        |
| Thể dục tự do      | Roel Ramirez · Philippines                                                                          | không trao huy chương | không trao huy chương                                                                                             |
| Thể dục tự do      | Ng Shu Wai · Malaysia                                                                               | không trao huy chương | không trao huy chương                                                                                             |
| Thể dục tự do      | Mohammad Aldilla Akbar · Indonesia                                                                  | không trao huy chương | không trao huy chương                                                                                             |
| Xà đơn             | Ng Shu Wai · Malaysia                                                                               | Roel Ramirez · Philippines | Ooi Wei Siang · Malaysia                                                                                          |
| Xà kép             | Phạm Phước Hưng · Việt Nam                                                                          | Nguyễn Hà Thanh · Việt Nam | Brydon Sy · Philippines                                                                                           |
| Ngựa tay quay      | Trương Minh Sang · Việt Nam                                                                         | Yap Kiam Bun · Malaysia | Thitipong Sukdee · Thái Lan                                                                                       |
| Vòng treo          | Thitipong Sukdee · Thái Lan                                                                         | không trao huy chương | Aekaraj Chankroong · Thái Lan                                                                                     |
| Vòng treo          | Nguyễn Minh Tuấn · Việt Nam                                                                         | không trao huy chương | Aekaraj Chankroong · Thái Lan                                                                                     |
| Nhảy chống         | Roel Ramirez · Philippines                                                                          | Ng Shu Wai · Malaysia | không trao huy chương                                                                                             |
| Nhảy chống         | Roel Ramirez · Philippines                                                                          | Mohammad Aldilla Akbar · Indonesia | không trao huy chương                                                                                             |

Nữ
| Nội dung           | Vàng | Bạc | Đồng                                                                                       |
| ------------------ | --- | --- | ------------------------------------------------------------------------------------------ |
| Toàn năng đồng đội | Singapore · Lee Wen Ling · Nicole Tay Xi Hui · Lee Wen Si · Lim Heem Wei · Tabitha Tay Jia Hui · Nur Atikah Nabilah | Việt Nam · Đặng Thị Thu Thủy · Dương Minh Hằng · Trần Thị Phương Thảo · Nguyễn Thùy Dương · Đỗ Thị Ngân Thương · Phan Thị Hà Thanh | Malaysia · Kai Ling Tan · Tracie Ang · Nurul Fatiha Abd Hamid · Nabihah Ali · Sau Wah Chan |
| Toàn năng cá nhân  | Đỗ Thị Ngân Thương · Việt Nam                                                                                       | Nguyễn Thùy Dương · Việt Nam | Dewi Prahara · Indonesia                                                                   |
| Cầu thăng bằng     | Đỗ Thị Ngân Thương · Việt Nam                                                                                       | Tabitha Tay Jia Hui · Singapore | Phan Thị Hà Thanh · Việt Nam                                                               |
| Thể dục tự do      | Nicole Tay Xi Hui · Singapore                                                                                       | Nurul Fatiha Abd Hamid · Malaysia                                                                                                  | Phan Thị Hà Thanh · Việt Nam                                                               |
| Xà lệch            | Nurul Fatiha Abd Hamid · Malaysia                                                                                   | Nicole Tay Xi Hui · Singapore | Nguyễn Thùy Dương · Việt Nam                                                               |
| Nhảy chống         | Adelina Riri Wulandari · Indonesia                                                                                  | Dewi Prahara · Indonesia | Kaissa Saguisag · Philippines                                                              |

### Thể dục nhịp điệu
Nữ
| Nội dung           | Vàng                                                                               | Bạc                                                                                         | Đồng                                                                              |
| ------------------ | ---------------------------------------------------------------------------------- | ------------------------------------------------------------------------------------------- | --------------------------------------------------------------------------------- |
| Toàn năng đồng đội | Malaysia · Foong Seow Ting · Durratun Nashihin Rosli · Wen Chean Lim · See Hui Yee | Thái Lan · Tharatip Sridee · Ploychompoo Payonrat · Thanattra Limpasin · Surutchana Parapho | Việt Nam · Lưu Hoài Thu · Nguyễn Thu Hà · Trần Thị Minh Thu                       |
| Toàn năng đồng đội | Malaysia · Foong Seow Ting · Durratun Nashihin Rosli · Wen Chean Lim · See Hui Yee | Thái Lan · Tharatip Sridee · Ploychompoo Payonrat · Thanattra Limpasin · Surutchana Parapho | Indonesia · Putri Sari Fatimah · Cici Mitasari · Nathalia Winindo · Windy Yofilia |
| Toàn năng cá nhân  | Foong Seow Ting · Malaysia                                                         | Wen Chean Lim · Malaysia                                                                    | Lưu Hoài Thu · Việt Nam                                                           |
| Bóng               | Tharatip Sridee · Thái Lan                                                         | Foong Seow Ting · Malaysia                                                                  | See Hui Yee · Malaysia                                                            |
| Bóng               | Tharatip Sridee · Thái Lan                                                         | Foong Seow Ting · Malaysia                                                                  | Nathalia Winindo · Indonesia                                                      |
| Bóng               | Tharatip Sridee · Thái Lan                                                         | Foong Seow Ting · Malaysia                                                                  | Trần Thị Minh Thu · Việt Nam                                                      |
| Chùy               | Foong Seow Ting · Malaysia                                                         | Durratun Nashihin Rosli · Malaysia                                                          | Danica Calapatan · Philippines                                                    |
| Chùy               | Foong Seow Ting · Malaysia                                                         | Durratun Nashihin Rosli · Malaysia                                                          | Tharatip Sridee · Thái Lan                                                        |
| Lụa                | Foong Seow Ting · Malaysia                                                         | không trao huy chương                                                                       | Thanattra Limpasin · Thái Lan                                                     |
| Lụa                | Tharatip Sridee · Thái Lan                                                         | không trao huy chương                                                                       | Durratun Nashihin Rosli · Malaysia                                                |
| Dây                | See Hui Yee · Malaysia                                                             | Foong Seow Ting · Malaysia                                                                  | Tharatip Sridee · Thái Lan                                                        |
| Dây                | See Hui Yee · Malaysia                                                             | Foong Seow Ting · Malaysia                                                                  | Danica Calapatan · Philippines                                                    |

### Thể dục Aerobic
| Nội dung    | Vàng                                                                      | Bạc                                                          | Đồng                                                           |
| ----------- | ------------------------------------------------------------------------- | ------------------------------------------------------------ | -------------------------------------------------------------- |
| Cá nhân nam | Nattawut Pimpa · Thái Lan                                                 | Lody Lontoh · Indonesia                                      | Brian Peralta · Philippines                                    |
| Cá nhân nữ  | Roypim Ngampeerapong · Thái Lan                                           | Tyana Dewi Koesumawati · Indonesia                           | Nguyễn Thị Thanh Hiền · Việt Nam                               |
| Đôi nam–nữ  | Thái Lan · Nattawut Pimpa · Suwadee Phrutichai                            | Việt Nam · Nguyễn Tấn Thành · Nguyễn Thị Thanh Hiền          | Indonesia · Yuanita Mailusia · Sugianto                        |
| Nhóm ba nam | Thái Lan · Kittipong Tawinun · Phairach Thotkhamchai · Chanchalak Yiammit | Indonesia · Lody Lontoh · Faizal Amirullah · Fahmy Fachrezzy | Việt Nam · Nguyễn Thanh Huy · Nguyễn Tấn Thành · Thái Anh Tuấn |